# مرجانيات رخوة
مرجانيات رخوة أو مرجانيات غرغونية (الاسم العلمي: Alcyonacea)، رتبة مرجان. وتضم جميع الأنواع التي كانت تعرف باسم مرجانيات غرغونية. توجد في جميع أنحاء محيطات العالم، وخاصة في أعماق البحار والمياه القطبية والمناطق الاستوائية وشبه الاستوائية.